# Cmentarz żydowski w Człopie
Cmentarz żydowski w Człopie – kirkut położony Człopie. Został założony na początku XVII wieku i zajmuje powierzchnię 0,7 ha. Do naszych czasów zachowało się około dziesięciu wykonanych z piaskowca nagrobków, z których najstarszy pochodzi z 1861 roku. Inskrypcje są w języku niemieckim i hebrajskim.

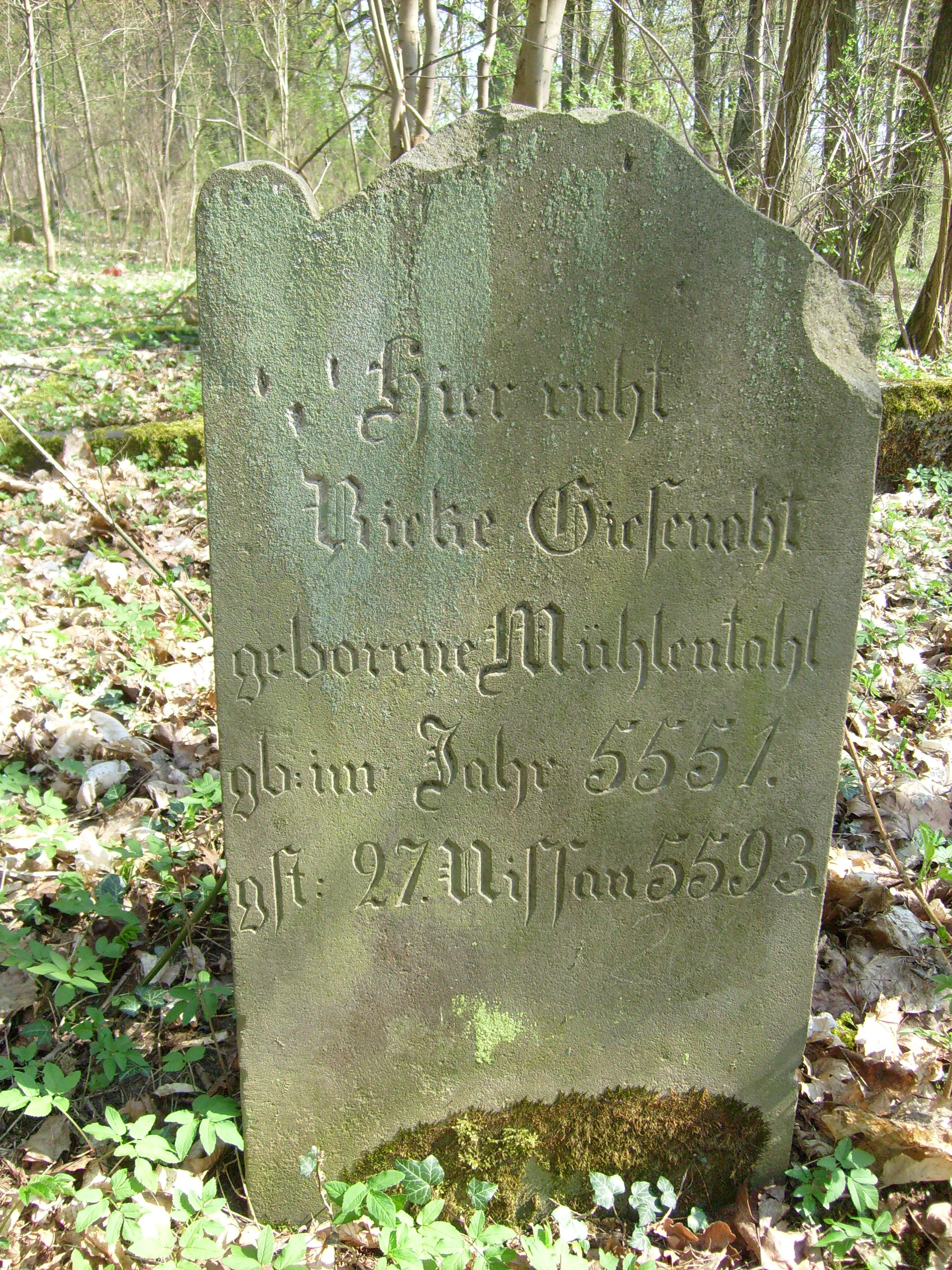
Macewa